# Maison des Esclaves
Cet article concerne le monument situé sur l'île de Gorée au Sénégal. Pour la Maison des esclaves au Togo, voir Maison Wood.
La maison des Esclaves est un édifice historique situé sur l'île de Gorée, à Dakar au Sénégal. L'actuelle Maison des Esclaves daterait de l'année 1776. Elle est située dans la rue Saint-Germain, sur le côté est de l’île. Elle se trouve face au Musée de la Femme Henriette-Bathily.
En dépit des études historiques qui ont montré que la Maison des Esclaves n'a pas joué le rôle qu'on lui a prêté dans la traite négrière occidentale, elle reste l'un de ses emblèmes et un lieu à portée symbolique.

## Le récit du conservateur

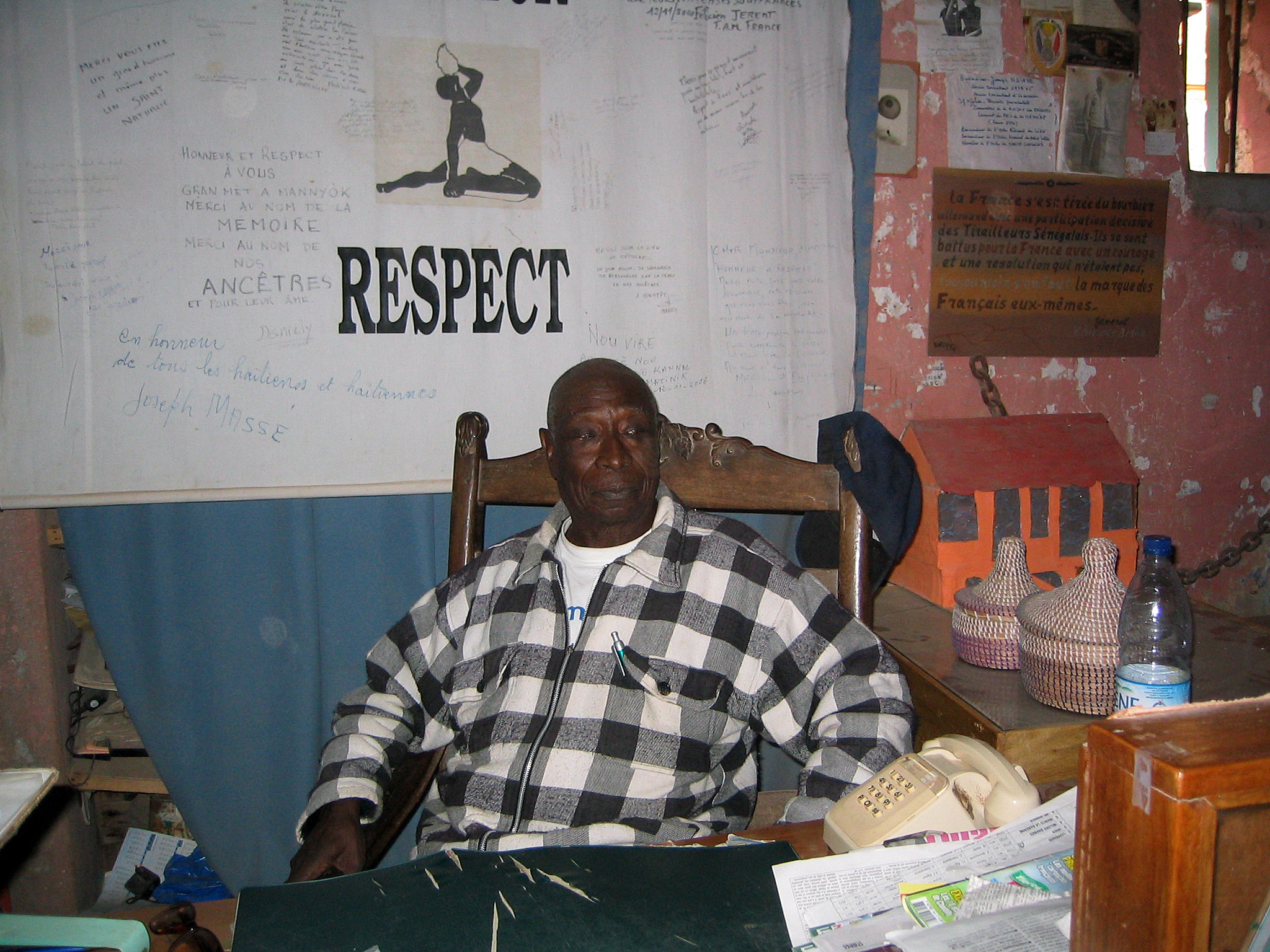
Boubacar Joseph Ndiaye, ancien conservateur de la Maison des Esclaves.

Au fil des décennies, les récits de son ancien conservateur  Boubacar Joseph Ndiaye ont contribué à faire connaître la Maison des Esclaves dans le monde entier. 
Cette maison, selon ses dires, aurait été la dernière esclaverie en date à Gorée. La première remonterait à 1536, construite par les Portugais, premiers Européens à fouler le sol de l'île en 1444. Au rez-de-chaussée se trouvaient, avançait-il, les cellules (hommes, enfants, chambre de pesage, jeunes filles, inapte temporaire). Dans celles réservées aux hommes, faisant chacune 2,60 m sur 2,60 m, on aurait mis jusqu’à 15 à 20 personnes, assis le dos contre le mur, des chaînes les maintenant au cou et aux bras. On ne les libérait qu'une fois par jour afin de leur permettre de satisfaire leurs besoins, généralement dans cette maison, ils y vivaient dans un état d'hygiène insupportable. L'effectif dans cette petite maison variait entre 150 à 200 esclaves. L'attente de départ durait parfois près de trois mois, ces esclaves ayant affaire à des voiliers pour leur transport. Dans cette maison, le père, la mère et l'enfant étaient séparés dans différentes cellules.
Un peu à l'écart, à droite du porche d'entrée, se trouve le bureau du maître des lieux, tapissé de documents et de citations humanistes, telles cette déclaration d'Hampâté Bâ : « En Afrique, quand un vieillard meurt, c'est une bibliothèque qui brûle » ou celle-ci de son propre cru : « Qu'à tout jamais, pour la préservation de ces lieux, les générations se souviennent pieusement des souffrances endurées ici par tant d'hommes de race noire ».

Tous partaient vers les Amériques, mais le pays de destination dépendait des besoins des acquéreurs, le père pouvait — par exemple — partir en Louisiane aux États-Unis, la mère au Brésil ou à Cuba et l'enfant à Haïti ou aux Antilles. Ils partaient de Gorée sous des numéros de matricule et jamais sous leurs noms africains.

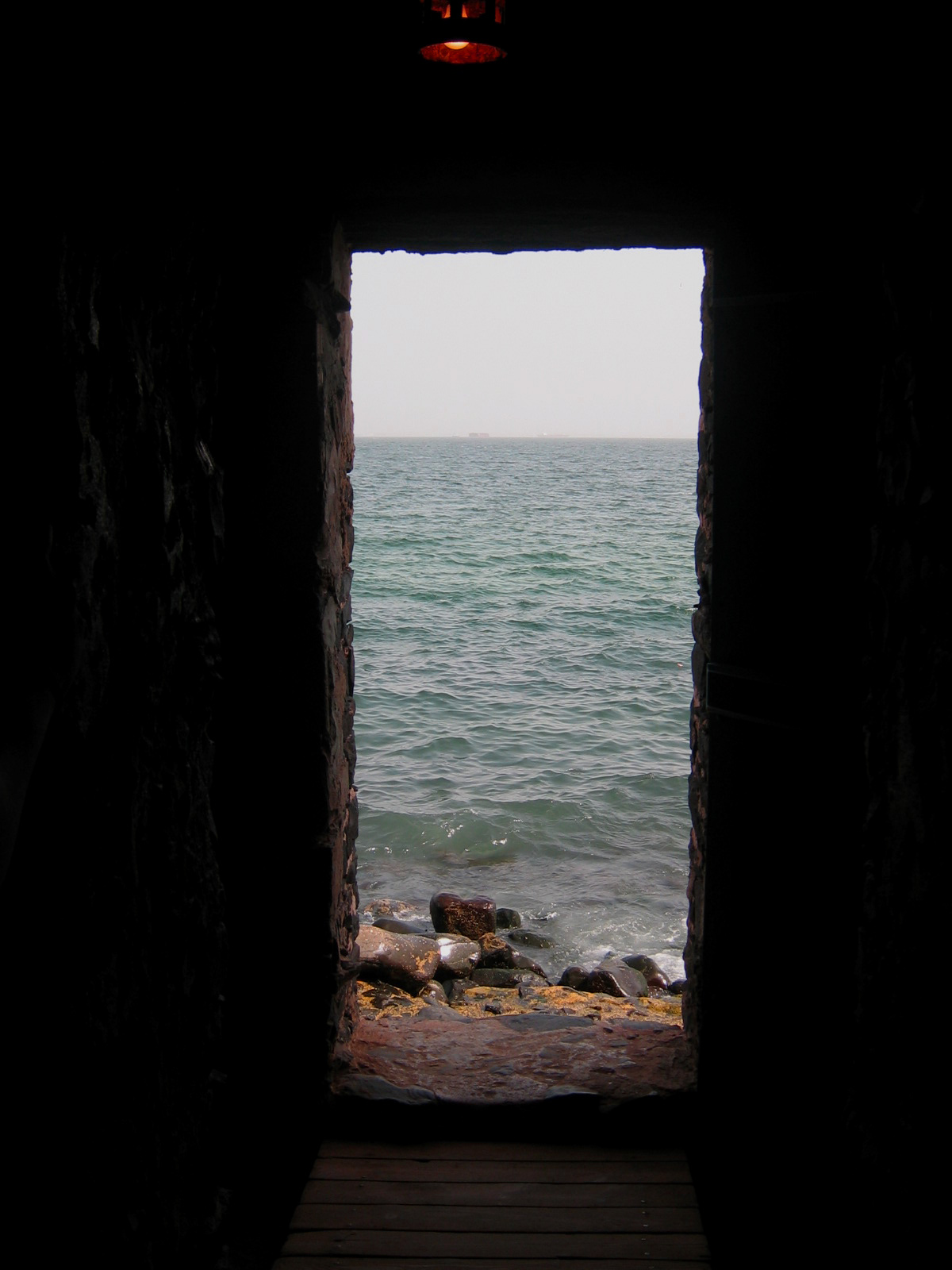
La porte du « voyage sans retour ».

Une ouverture lumineuse s'ouvre au milieu du couloir central. Donnant de plain pied sur la côte rocheuse, c'est la porte dite du « voyage sans retour », là où les esclaves, selon Boubacar Joseph Ndiaye, embarquaient pour une vie de souffrances dans le Nouveau Monde, quand ils ne mouraient pas en mer, encadrés par des gardiens armés au cas où ils auraient tenté de s'évader.
Un large escalier à double flèche conduit à l'étage qui sert surtout aujourd'hui de salle d'exposition.
Jusqu'à sa mort en février 2009, l'infatigable octogénaire reprenait son récit, plusieurs fois par jour, bien déterminé à éveiller la conscience de son auditoire. Les touristes noirs américains, auxquels certaines agences d'Amérique du Nord proposent des « Black-History Tours » , étaient particulièrement sensibles à cette histoire. Les collèges locaux envoyaient leurs élèves l'écouter, par classes entières.

## La consécration par l'UNESCO

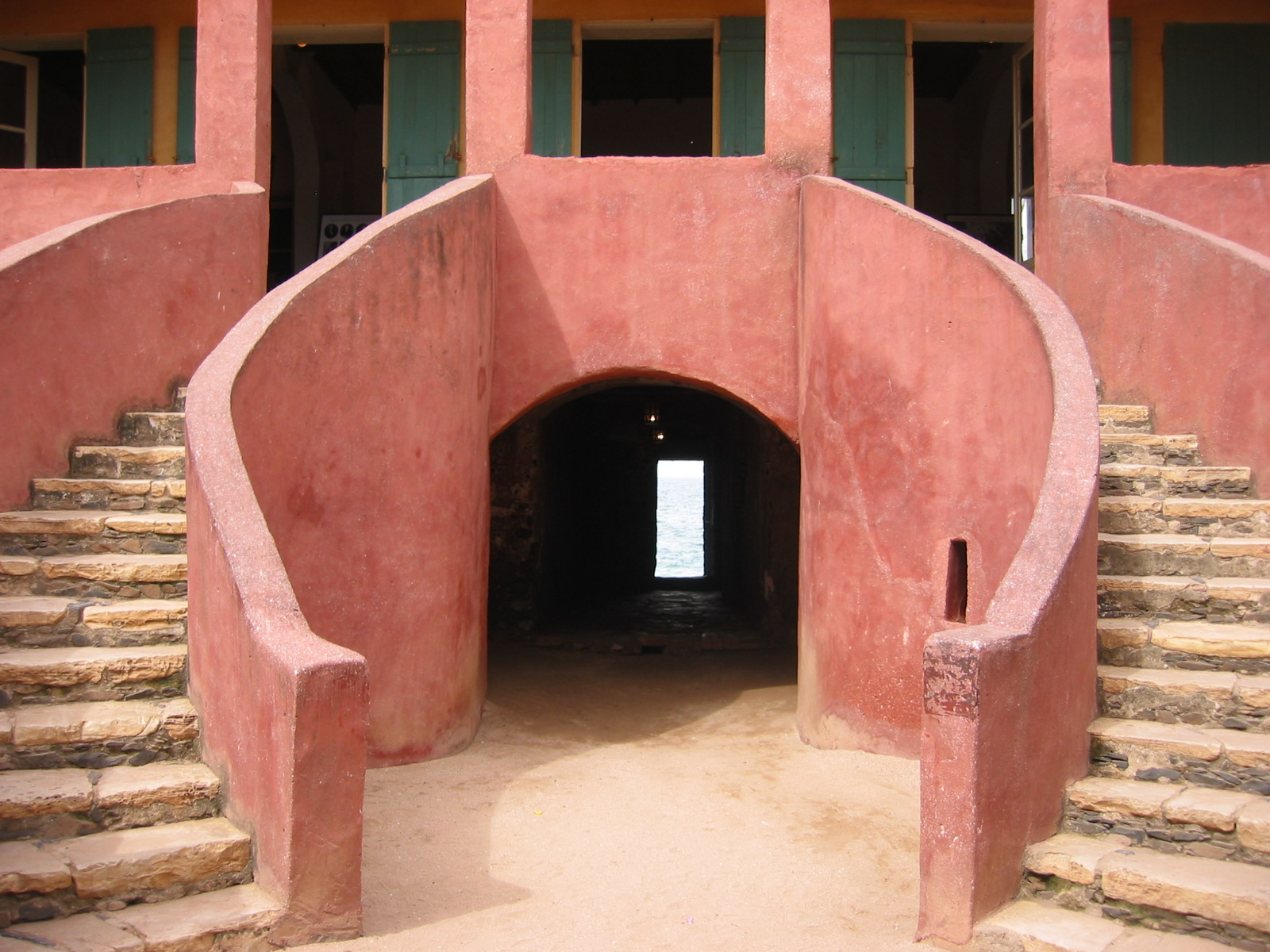
L'escalier à deux flèches et le couloir central.

Dès les années 1960, la détermination de Boubacar Joseph Ndiaye a attiré l'attention des médias, des gouvernants et des organismes internationaux sur une île que l'organisation du premier Festival mondial des arts nègres en 1966 avait déjà sortie de l'anonymat. Un vaste plan de sauvegarde se met en place. En 1975, Gorée est inscrite sur l'inventaire des monuments historiques du Sénégal et en 1978 sur la liste du patrimoine mondial.
Sous l'égide de l'UNESCO, un timbre français consacré à la Maison des Esclaves est émis en 1980 dans la série « Patrimoine mondial ».
Les postes sénégalaises ont, à plusieurs reprises (notamment en 1985, 1994 et 1998) émis des timbres dédiés à la sauvegarde de Gorée et en particulier à la sauvegarde de la Maison des Esclaves.
En 1990 celle-ci est restaurée avec l'aide de l'UNESCO, ainsi que de nombreux organismes — dont la fondation France Libertés — et des fonds privés.
Cette consécration internationale lui a conféré une apparence de légitimité et l'organisation onusienne est allée jusqu'à la qualifier de « centre historique du commerce triangulaire », la désignant comme « un lieu hautement symbolique de l'histoire des peuples ».

## Débats autour de la réalité historique de la «Maison des esclaves»
L’article d’un journaliste du Monde, Emmanuel de Roux, en date du 27 décembre 1996, intitulé « Le mythe de la Maison des esclaves qui résiste à la réalité », remet en cause les chiffres avancés par Joseph Ndiaye. Pour cela, il s'appuie sur les travaux de deux chercheurs et conservateurs de l’IFAN (Institut fondamental d'Afrique noire), Abdoulaye Camara et le père jésuite Joseph-Roger de Benoist. Gorée, prétendent-ils, n’aurait jamais eu l’importance que lui prête Joseph Ndiaye dans la traite négrière. Il ne s’agirait, poursuit l’article, que d'un mythe forgé par Joseph Ndiaye. Ainsi : 
- la « Maison des esclaves » n'a pas été construite par les Hollandais, mais les Français en 1783[10] ;La Maison d'Anna Colas est visible sur ce dessin du Peintre de la Marine, Étienne Adolphe d'Hastrel de Rivedoux, portant le titre de "Une habitation à Gorée (maison d'Anna Colas)", gouache, 1839 conservée au département Carte et Plan, de la Bibliothèque nationale de France - Site Richelieu à Paris.

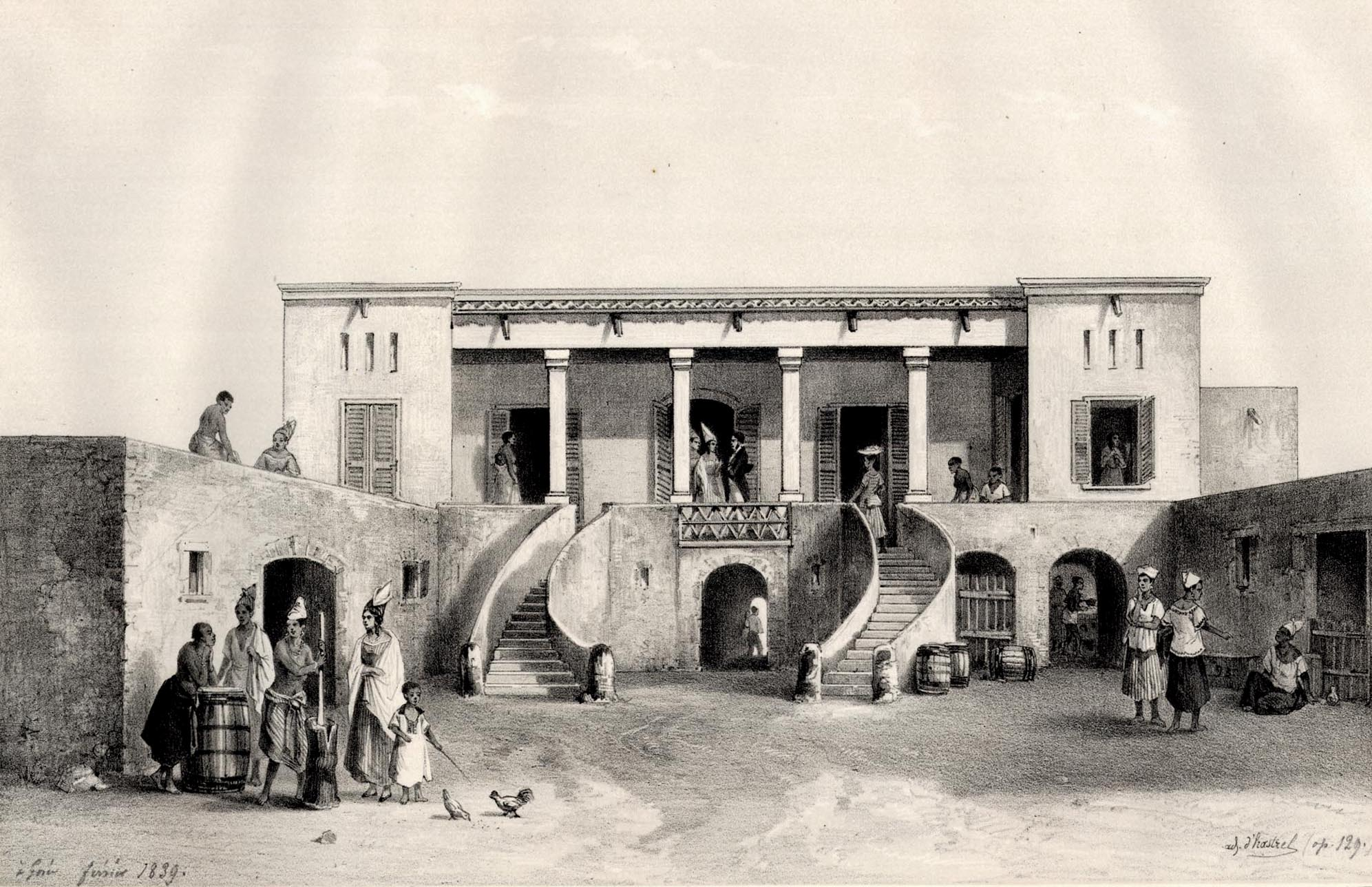
La Maison d'Anna Colas est visible sur ce dessin du Peintre de la Marine, Étienne Adolphe d'Hastrel de Rivedoux, portant le titre de "Une habitation à Gorée (maison d'Anna Colas)", gouache, 1839 conservée au département Carte et Plan, de la Bibliothèque nationale de France - Site Richelieu à Paris.

- la maison a été construite pour Anna Colas Pépin, une signare (riche métisse)[10] ;
- les pièces du rez-de-chaussée ne servaient pas à la traite mais probablement de logement pour les domestiques (sans doute des esclaves) et d'entrepôts de marchandises[10] ;
- l'« esclaverie » qui a bien existé était située à proximité de l'actuel musée historique[10] ;
- Gorée fut un centre esclavagiste  moins important que ceux des comptoirs et ports négriers du golfe de Guinée (côte des Esclaves, côte de l'Or) et de l'Angole[10].

Gorée se vit tout à coup privée dans l’imaginaire public de la place centrale qu’elle occupait dans le commerce triangulaire et l’affaire suscita une grande émotion dans l’île. Une polémique s’ensuivit, impliquant divers autres experts, tels Philip Curtin (en), spécialiste américain des dénombrements de la traite atlantique, ou encore les historiens sénégalais Abdoulaye Bathily et M'Baye Guèye. Ces historiens soutiennent que la maison rose n’avait peut-être pas été construite par les Hollandais, mais par les Français, et non en 1777 ainsi qu’on l'a souvent écrit, mais plutôt en 1783.  Le propriétaire en aurait été Nicolas Pépin, frère de la signare Anne Pépin, elle-même maîtresse du Chevalier de Boufflers.  Dans les appartements et les bureaux de l’étage, les habitants de cette demeure bourgeoise se seraient surtout préoccupés du négoce de la gomme arabique, de l’ivoire et de l’or, faisant peu de cas des esclaves employés au rez-de-chaussée. Par ailleurs, la célèbre porte donnant sur l’océan n’aurait pu être utilisée pour l’embarquement, la côte rocheuse ne permettant pas l’accostage de navires[réf. nécessaire]. 
La controverse publique a enflé suscitant l'organisation d'un colloque tenu en Sorbonne en 1997 sur le thème Gorée dans la traite atlantique : mythes et réalités, afin d'apaiser les esprits. Le colloque a notamment permis de préciser les conditions dans lesquelles, à partir du roman d'un médecin-chef de la marine française, Pierre-André Cariou, en poste dans l'île en 1940, a pu se forger le mythe de Gorée.
À l'inverse, d'autres voix contredisent la négation de l'importance de Gorée dans la traite. Dans un article du Huffington Post du 25 mai 2013, Moussa Diop, journaliste au quotidien sénégalais Le Soleil, et Momar Mbaye, docteur en histoire de l'Université de Rouen, remettent en cause certains manquements de Jean-Luc Angrand, défenseur de la thèse selon laquelle la Maison des Esclaves n'aurait jamais été une captiverie. Ils nuancent les propos de ce même auteur qui, non seulement, nie le rôle de Gorée dans la traîte dans son ouvrage Célèste ou le temps des signares, mais aussi remet en cause les travaux de l'historien américain Philip Curtin qui parle de 900 à 1 500 esclaves passés par l’île. Jean-Luc Angrand, se contredisant lui-même dans ses propos, reconnait même dans un article sur son blog, l'existence d'une captiverie à Gorée dans le fort Saint-François, rasée de nos jours. De plus, les travaux d'Abdoulaye Camara et Joseph Roger de Benoist, évoquent le fait que Gorée fut une place importante de la traite, même s'ils réfutent les chiffres avancés par Joseph N'Diaye. En effet, selon eux, environ 500 esclaves étaient déportés de l’île par an entre 1726 et 1755. Ils dénombrent également 15 476 esclaves déportés entre 1761 et 1848, ce qui représente un nombre important dans les conditions de la démographie de l'époque.
Le seul musée à exposer les différents types de traite : arabe, européenne mais aussi indochinoise et chinoise et leurs conséquences sur les différents royaumes sénégalais est le musée historique situé à l'extrémité de l'île dans le Fort d'Estrées,.

## Un lieu de mémoire et une destination touristique

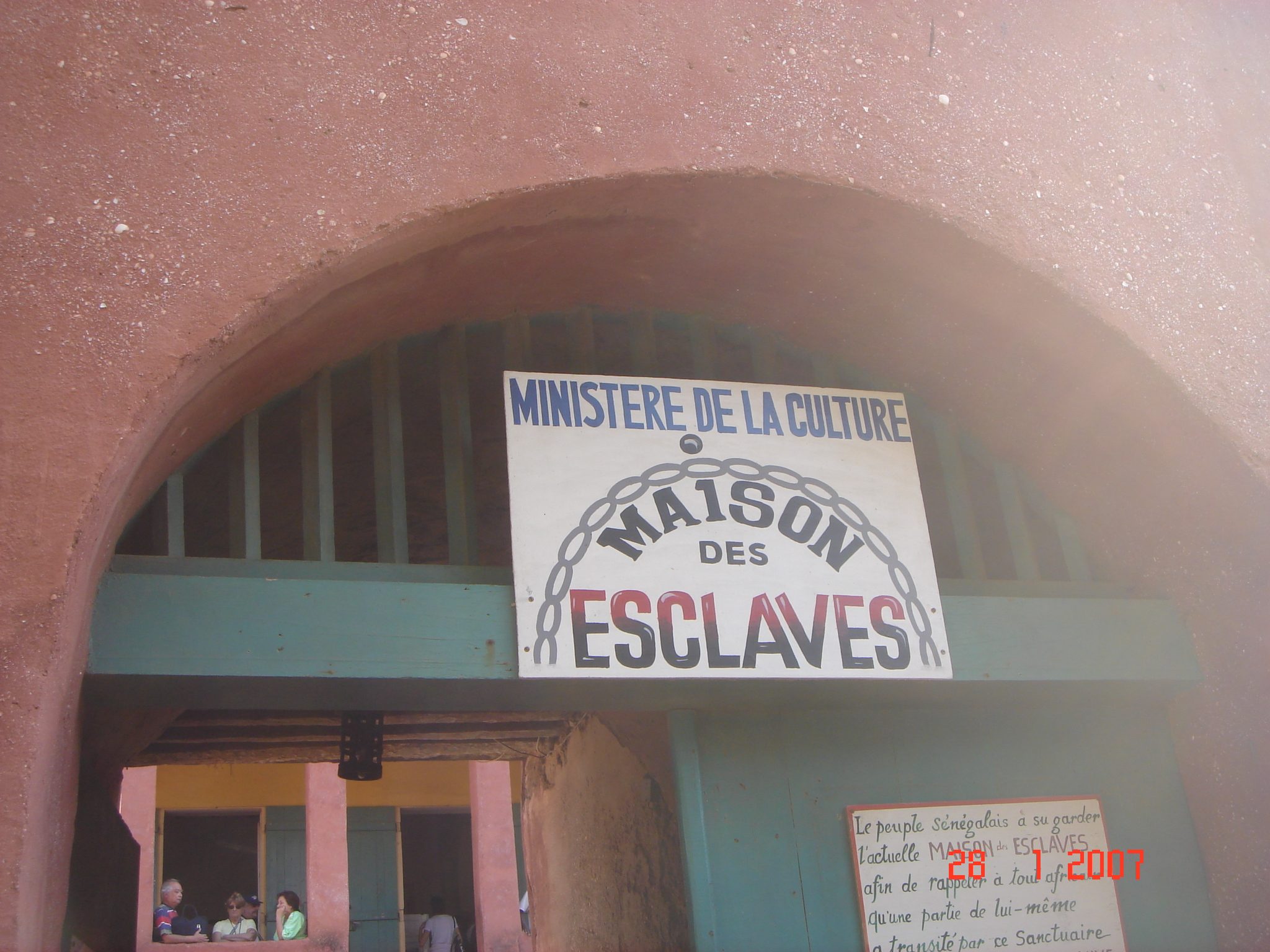
L'entrée.

Le nombre de visiteurs est estimé à 500 par jour. C'est considérable si l'on sait par ailleurs que le plus grand parc national du Sénégal, le Niokolo-Koba, n'en reçoit que 3 000 par an environ.

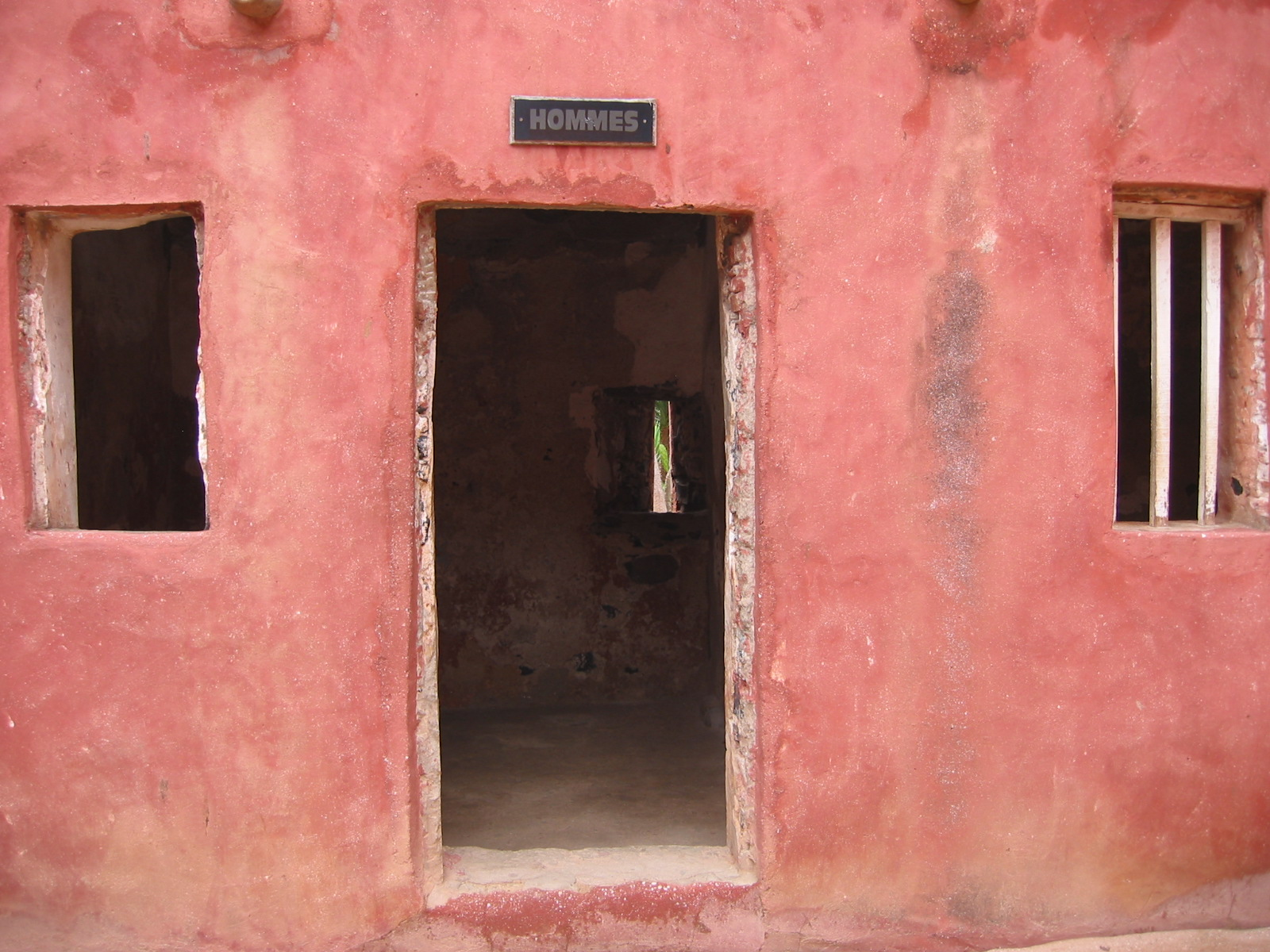
La cellule destinée aux hommes.

De nombreuses personnalités font le voyage, tels le président du Sénégal Abdoulaye Wade, son prédécesseur Abdou Diouf, les présidents Omar Bongo, Félix Houphouët-Boigny, Luiz Inácio Lula da Silva, François Mitterrand, Jimmy Carter, Bill Clinton et George Bush, l'empereur Bokassa Ier, l'impératrice Farah Pahlavi et sa mère, le roi Baudouin et la reine Fabiola de Mora y Aragón, Michel Rocard, Jean Lecanuet, Lionel Jospin, Régis Debray, Roger Garaudy, Harlem Désir, Bettino Craxi, Nelson Mandela, Jesse Jackson, Hillary Clinton et sa fille, Breyten Breytenbach, les chanteurs James Brown, Michael Jackson et Jimmy Cliff, la famille Obama etc. Le pape Jean-Paul II déclare le 22 février 1992 dans son discours à la communauté catholique de l'île : « (...) des hommes, des femmes et des enfants noirs (...) ont été victimes d'un honteux commerce auquel ont pris part des baptisés, mais qui n'ont pas vécu leur foi. (...) Il convient que soit confessé, en toute vérité et humilité ce péché de l'homme contre l'homme, ce péché de l'homme contre Dieu. (...) Nous implorons le pardon du ciel ».
La Maison des Esclaves a notamment inspiré un film, Little Senegal de Rachid Bouchareb, des romans, des livres pour enfants et même une bande dessinée. Le musicien de jazz Marcus Miller a composé Gorée, à la suite de sa visite à la maison des esclaves. En 2016 le rappeur français d'origine sénégalaise Booba y a tourné une partie du clip de DKR.
Sans doute Léopold Senghor avait-il pressenti un tel engouement lorsque, dès 1967, il remercia le conservateur Joseph Ndiaye pour son éloquence et sa « contribution efficace au développement culturel et touristique du Sénégal ». 
En octobre 2015, un groupe de jeunes d'Armentières a procédé à des travaux de conservation des nombreux messages laissés par des célébrités dans le bureau du conservateur. En effet, ces témoignages inscrits sur le papier étaient usés par le temps et le climat de l'île. Les messages ont été nettoyés, scannés, imprimés, plastifiés et installés sur des panneaux de bois déplaçables, afin de les joindre aux expositions. Les originaux ont été archivés.[réf. nécessaire]